# Rhaconotus aciculatus
Rhaconotus aciculatus är en stekelart som beskrevs av Johannes Friedrich Ruthe 1854. Rhaconotus aciculatus ingår i släktet Rhaconotus och familjen bracksteklar. Inga underarter finns listade i Catalogue of Life.